# Austronucula
Austronucula is een geslacht van tweekleppigen uit de  familie van de Nuculidae.

## Soorten
- Austronucula australiensis (Thiele, 1930)
- Austronucula brongersmai (Bergmans, 1978)
- Austronucula galatheae Dell, 1956
- Austronucula papuensis (Bergmans, 1978)
- Austronucula perminima (Monterosato, 1875)
- Austronucula salamensis (Thiele & Jaeckel, 1931)
- Austronucula schencki Powell, 1939